# すみ絵
すみ絵 (Sumi-e) は、秋吉敏子＝ルー・タバキンビッグバンドのアルバムである。

## 収録曲
全て穐吉敏子の作編曲である。
1. すみ絵 (Sumi-e) - 7分56秒
2. ハンギン・ルース (Hangin' Loose) - 8分46秒
3. カドリール・エニワン (Quadrille, Anyone?) - 6分9秒
4. A-10-205932 - 10分3秒

## 演奏メンバー
- ボビー・シュー (Bobby Shew) - トランペット
- スティーヴン・ハフステッター (Steven Huffsteter) - トランペット
- ラリー・フォード (Larry Ford) - トランペット
- マイク・プライス (Mike Price) - トランペット
- ビル・ライケンバック (Bill Reichenbach) - トロンボーン
- ランディ・オルドクラフト (Randy Aldcroft) - トロンボーン
- リック・カルヴァー (Rick Culver) - トロンボーン
- フィル・ティール (Phil Teele) - バストロンボーン
- ディック・スペンサー (Dick Spencer) - アルトサックス
- ゲイリー・フォスター (Gary Foster) - アルトサックス
- ルー・タバキン (Lew Tabackin) - テナーサックス、フルート
- トム・ピーターソン (Tom Peterson) - テナーサックス
- ビル・バーン (Bill Byrne) - バリトンサックス
- ピーター・ドナルド (Peter Donald) - ドラム
- ジョン・ハード (John Heard) - ベース
- 穐吉敏子 - ピアノ